# Wilhem de Haan
Wilhem de Haan (Amsterdam, 7 februari 1801 - Haarlem, 15 april 1855) was een Nederlandse zoöloog.
Hij is zoon van Pieter Pieterszoon de Haan en Wijna Bierens. Hij trouwde op 11 november 1841 in Amsterdam met Sophia Elisabeth van Vollenhoven, een telg uit het geslacht Van Vollenhoven. Voor dat huwelijk werd als bijlage een akte van bekendheid opgenomen, waarbij getuigen optraden in de personen van Pieter de Haan jr. (verificateur der registratie), Coenraad Jacob Temminck, Caspar Georg Carl Reinwardt en Hendrik Cock (alle drie hoogleraren). De ouders van Wilhem de Haan waren toen al overleden. 
Wilhem de Haan was gespecialiseerd in de studie van insecten en kreeftachtigen. Hij was de eerste conservator voor ongewervelden in het 's Rijks Museum van Natuurlijke Historie in Leiden (het huidige Naturalis). In 1846 moest hij noodgedwongen met pensioen vanwege een gedeeltelijke verlamming als gevolg van een ziekte aan zijn ruggengraat.
Hij was verantwoordelijk voor het hoofdstuk over ongewervelden in Siebold's Fauna Japonica, welke werd uitgegeven in 1833.
De Haan werd begraven op de Algemene Begraafplaats Kleverlaan in Haarlem.